# N5
N5 är en av huvudvägarna i Republiken Irland och går mellan huvudstaden Dublin och Westport.
Vägen sammanfaller med N4 från Dublin till Sligo i närheten av Longford. Där delar sig de två vägarna och N5 går genom Longfords centrum och därefter Strokestown och Ballaghaderreen. Den korsar N17 vid Charlestown i närheten av Knocks internationella flygplats.
Vid Castlebar tar N26 till Ballina av från N5.